# Mortes em agosto de 2018
Mortes em 2018: ← Janeiro – Fevereiro – Março – Abril – Maio – Junho – Julho – Agosto – Setembro – Outubro – Novembro – Dezembro →
Esta é uma relação de pessoas notáveis que morreram durante o mês de agosto de 2018, listando nome, nacionalidade, ocupação e ano de nascimento.

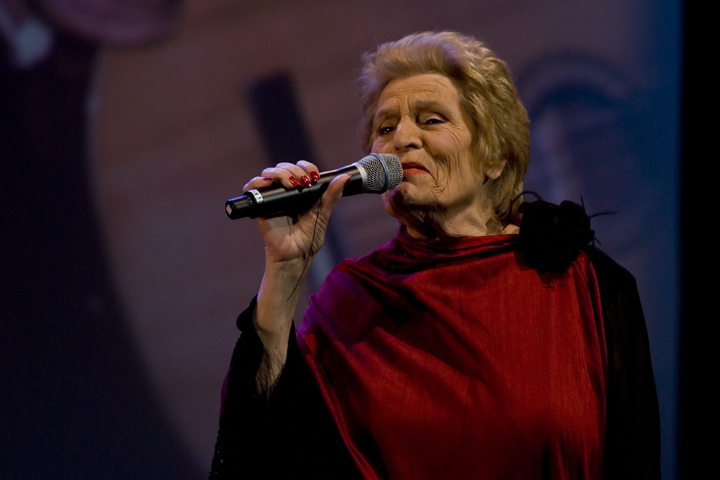
Celeste Rodrigues, fadista portuguesa

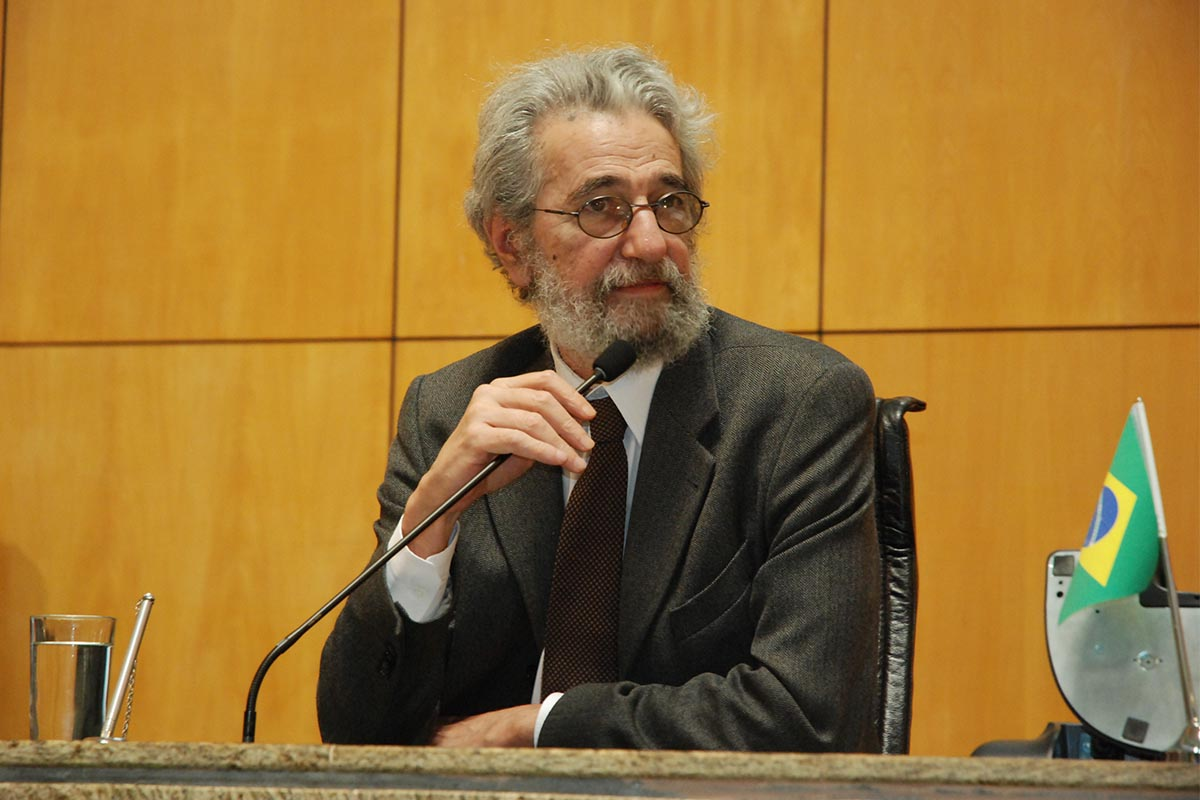
Cláudio Weber Abramo, jornalista brasileiro

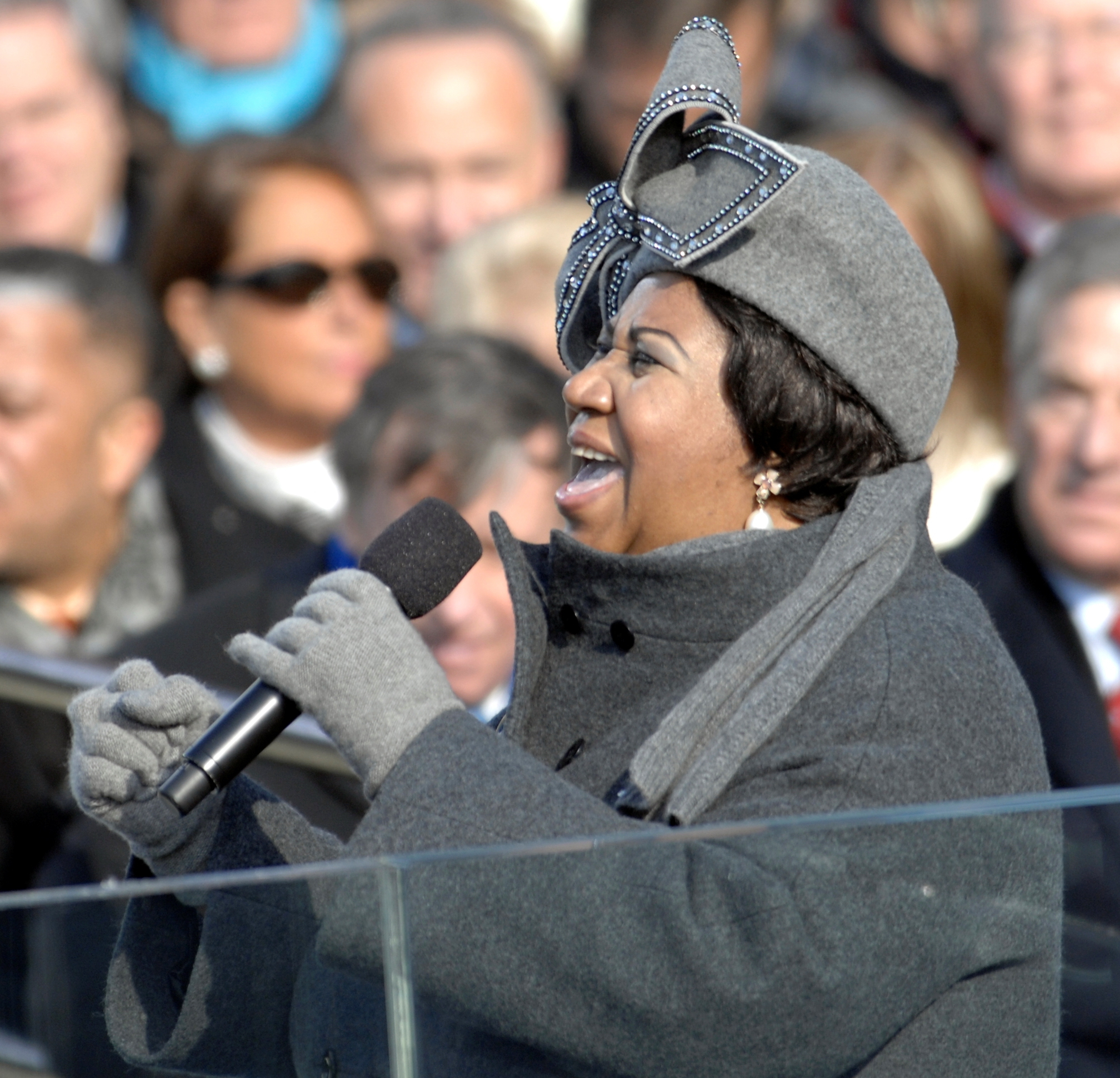
Aretha Franklin, cantora norte-americana

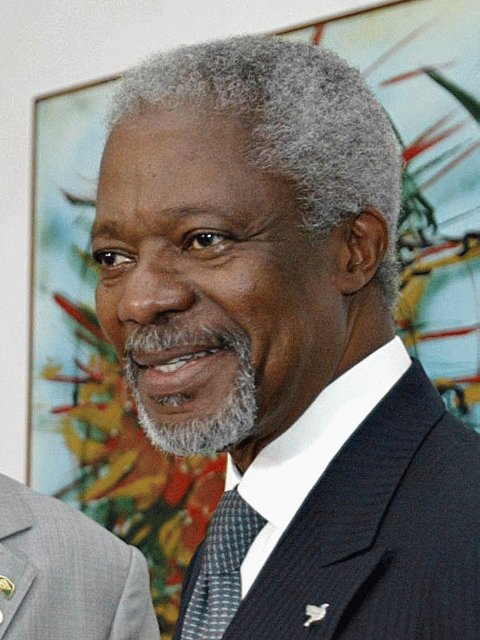
Kofi Annan, ex-secretário-geral da ONU e diplomata ganês

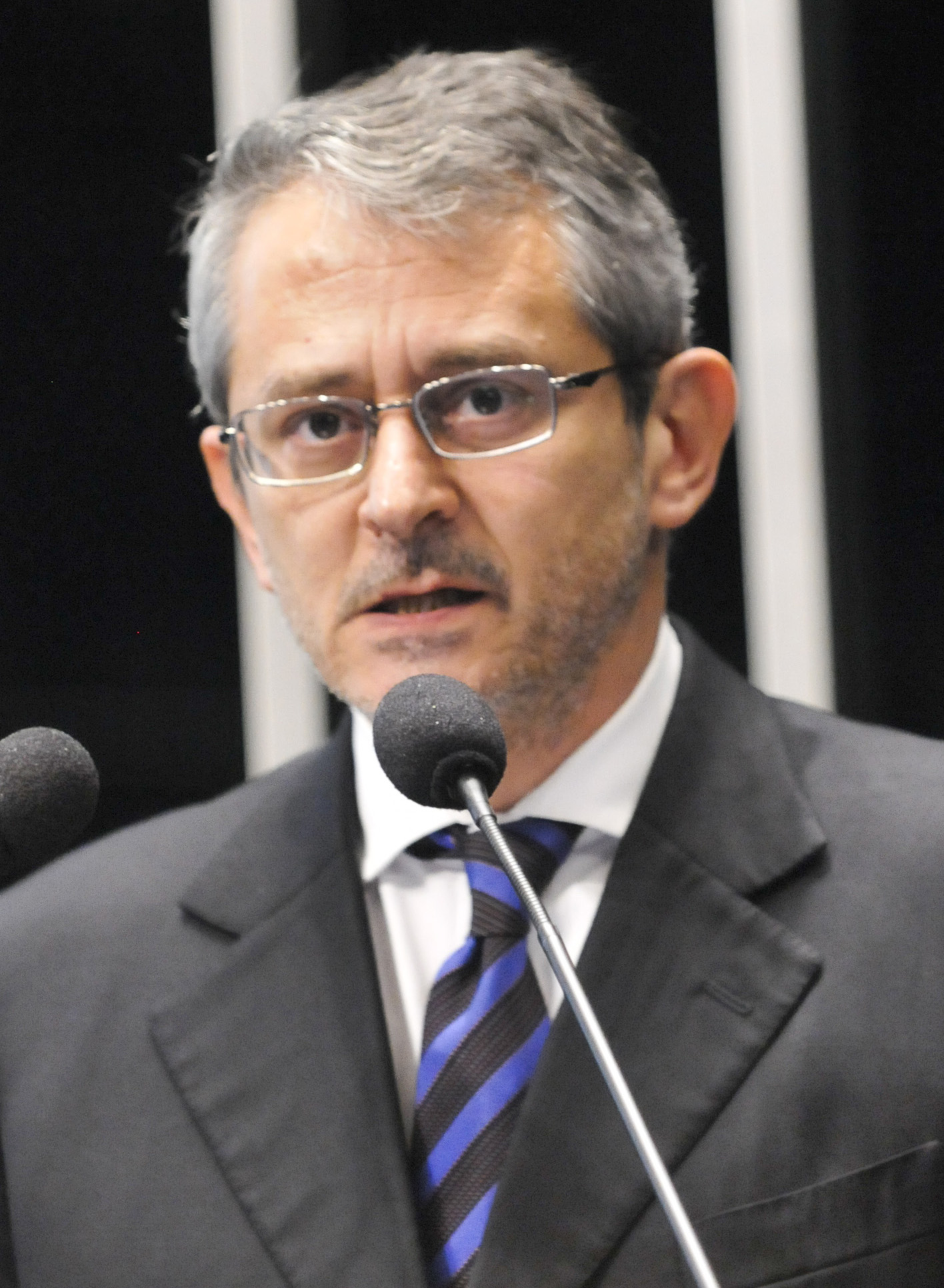
Otávio Frias Filho, empresário e jornalista brasileiro

Claudiomiro, ex-futebolista brasileiro

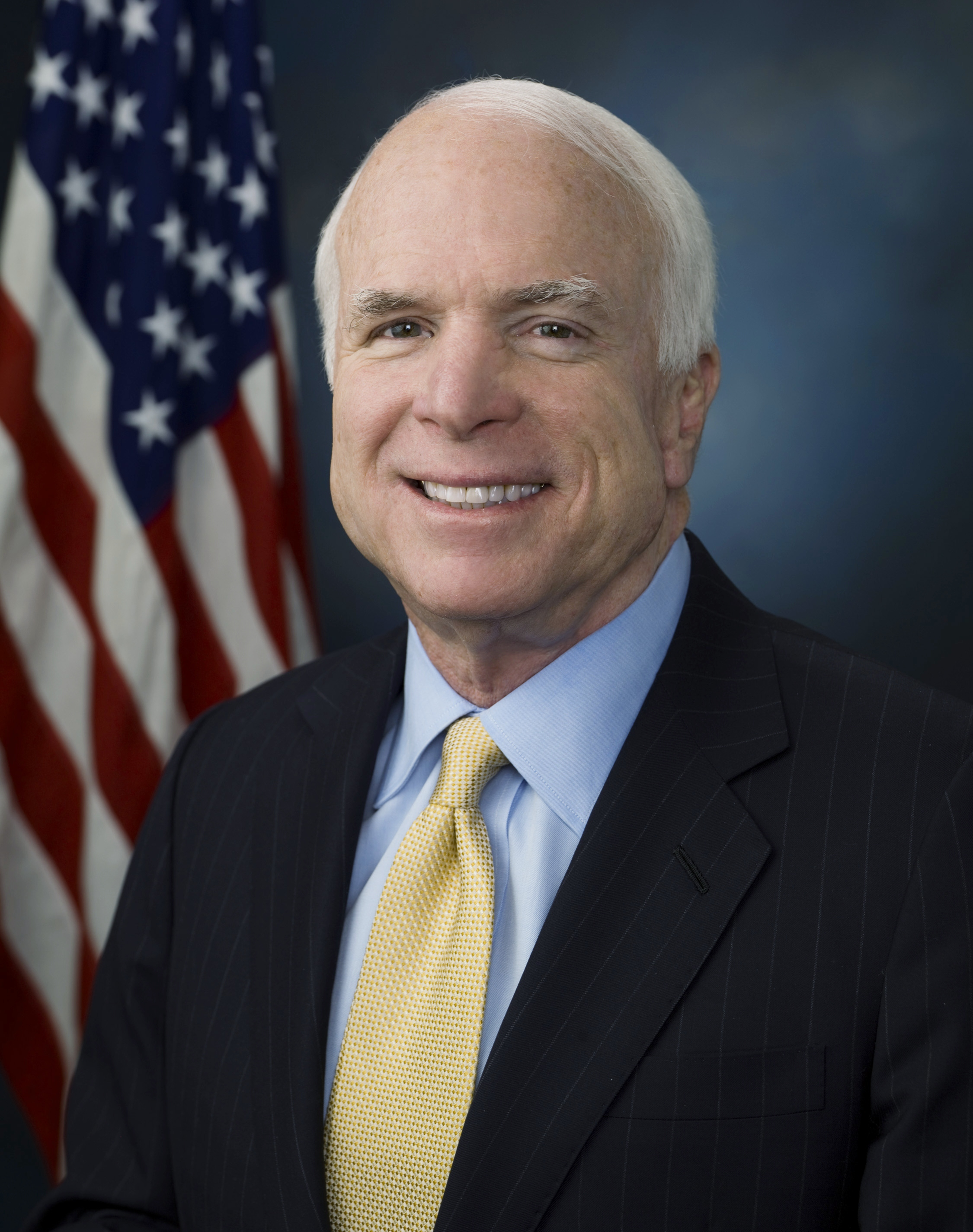
John McCain, político estadunidense

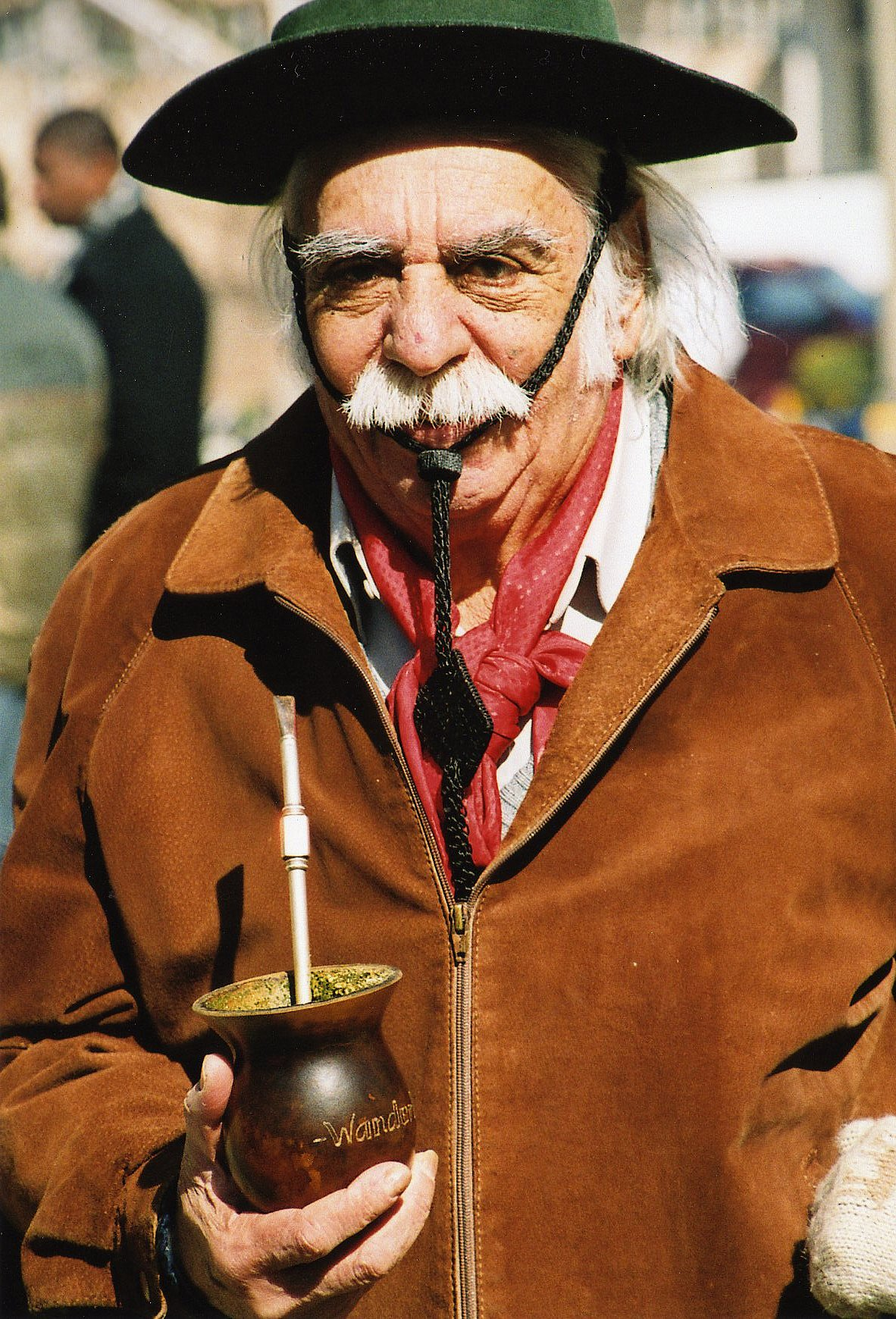
Paixão Côrtes, compositor brasileiro

| Dia | Nome                         | Profissão ou motivo de reconhecimento  | Nacionalidade     | Ano de nasc. | Ref    |
| --- | ---------------------------- | -------------------------------------- | ----------------- | ------------ | ------ |
| 1   | Celeste Rodrigues            | Cantora                                | Portugal          | 1923         | [ 1 ]  |
| 1   | Eleonore Koch                | Pintora e escultora                    | Alemanha / Brasil | 1926         | [ 2 ]  |
| 1   | Antonio Manuel Lima Dias     | Artista plástico                       | Brasil            | 1944         | [ 3 ]  |
| 1   | Mário Cravo                  | Artista plástico                       | Brasil            | 1923         | [ 4 ]  |
| 1   | Rick Genest                  | Modelo                                 | Canadá            | 1985         | [ 5 ]  |
| 2   | Marcial de Mello Castro      | Futebolista                            | Brasil            | 1941         | [ 6 ]  |
| 3   | Carlos Buttice               | Futebolista                            | Argentina         | 1942         | [ 7 ]  |
| 5   | Charlotte Rae                | Atriz e cantora                        | Estados Unidos    | 1926         | [ 8 ]  |
| 5   | Alan Rabinowitz              | Zoólogo                                | Estados Unidos    | 1953         | [ 9 ]  |
| 7   | Joël Robuchon                | Chef de cozinha                        | França            | 1945         | [ 10 ] |
| 7   | Stan Mikita                  | Atleta                                 | Eslováquia        | 1940         | [ 11 ] |
| 7   | Guilherme Lamounier          | Cantor, compositor e ator              | Brasil            | 1950         | [ 12 ] |
| 8   | Nelson Ivan Petzold          | Designer e arquiteto                   | Brasil            | 1931         | [ 13 ] |
| 10  | László Fábián                | Canoísta                               | Hungria           | 1936         | [ 14 ] |
| 11  | Vidiadhar Naipaul            | Escritor                               | Trinidad e Tobago | 1932         | [ 15 ] |
| 12  | Cláudio Weber Abramo         | Jornalista                             | Brasil            | 1946         | [ 16 ] |
| 12  | Samir Amin                   | Economista                             | Egito             | 1931         | [ 17 ] |
| 13  | Zvonko Bego                  | Futebolista                            | Croácia           | 1940         | [ 18 ] |
| 14  | José Pimentel                | Ator e diretor teatral                 | Brasil            | 1934         | [ 19 ] |
| 15  | Rita Borsellino              | Política                               | Itália            | 1945         | [ 20 ] |
| 15  | John Shipley Rowlinson       | Químico                                | Reino Unido       | 1926         | [ 21 ] |
| 16  | Aretha Franklin              | Cantora                                | Estados Unidos    | 1942         | [ 22 ] |
| 16  | Yelena Shushunova            | Ginasta                                | Rússia            | 1969         | [ 23 ] |
| 16  | Atal Bihari Vajpayee         | Político e escritor                    | Índia             | 1924         | [ 24 ] |
| 18  | Kofi Annan                   | Ex-secretário-geral da ONU e diplomata | Gana              | 1938         | [ 25 ] |
| 20  | Uri Avnery                   | Ativista e jornalista                  | Israel            | 1923         | [ 26 ] |
| 20  | Jimmy McIlroy                | Futebolista                            | Reino Unido       | 1931         | [ 27 ] |
| 20  | Pedro Queiroz Pereira        | Automobilista e empresário             | Portugal          | 1949         | [ 28 ] |
| 21  | Otávio Frias Filho           | Jornalista e empresário                | Brasil            | 1957         | [ 29 ] |
| 21  | Stefán Karl                  | Ator                                   | Islândia          | 1975         | [ 30 ] |
| 21  | George Andrie                | Jogador de futebol americano           | Estados Unidos    | 1940         | [ 31 ] |
| 23  | Delio Gamboa                 | Futebolista                            | Colômbia          | 1936         | [ 32 ] |
| 24  | Claudiomiro Estrais Ferreira | Futebolista                            | Brasil            | 1950         | [ 33 ] |
| 24  | Aleksei Paramonov            | Futebolista e treinador                | Rússia            | 1950         | [ 34 ] |
| 25  | John McCain                  | Político                               | Estados Unidos    | 1936         | [ 35 ] |
| 26  | Neil Simon                   | Dramaturgo                             | Estados Unidos    | 1927         | [ 36 ] |
| 26  | Inge Borkh                   | Cantora lírica                         | Alemanha          | 1921         | [ 37 ] |
| 26  | Henrique Martins             | Ator e diretor                         | Brasil            | 1933         | [ 38 ] |
| 27  | Paulo Casé                   | Arquiteto e urbanista                  | Brasil            | 1931         | [ 39 ] |
| 27  | Zé Béttio                    | Radialista, músico e compositor        | Brasil            | 1926         | [ 40 ] |
| 27  | Paixão Côrtes                | Compositor, folclorista e radialista   | Brasil            | 1927         | [ 41 ] |
| 29  | Tatyana Kuznetsova           | Cosmonauta                             | Rússia            | 1941         | [ 42 ] |
| 31  | Alexandr Zakhartchenko       | Líder separatista                      | Ucrânia           | 1976         | [ 43 ] |